# 嘉義市政府社會處
嘉義市政府社會處（簡稱社會處），1982年成立，是嘉義市政府的直屬機關。處長及副處長之下共有6科，分別是：社會救助科、社會福利科、社會行政科、勞工行政科、勞資關係科、社會工作科。下轄有婦女福利服務中心、勞工育樂中心、身心障礙福利中心、兒童館、青少年福利服務中心、身心障礙綜合園區再耕園、新住民家庭服務中心和長青園，主要業務有社會救助、身心障礙福利、社會團體之申請許可及其會務、財務之輔導、兒童少年福利、婦女福利、老人福利等福利業務等。

## 組織架構
- 處長
  - 副處長

### 內部單位

#### 救助及身障福利科
- 業務主要分為社會救助及身心障礙福利兩大部分。
- 低收入戶生活扶助、急難救助、身心障礙證明申請和換發、輔助器具補助等。
- 希望能為弱勢族群做更適切的服務及協助。
- 滿足身心障礙人士的需求，照顧低收入戶，落實福利服務社會的目標。

#### 長青及社會行政科
- 業務主要分為社會救助及身心障礙福利兩大部分。
- 低收入戶生活扶助、急難救助、身心障礙證明申請和換發、輔助器具補助等。
- 希望能為弱勢族群做更適切的服務及協助。
- 滿足身心障礙人士的需求，照顧低收入戶，落實福利服務社會的目標。

#### 兒少及婦女福利科
- 志願服務業務及兒童少年福利、婦女福利等福利業務。
- 兒少福利機構之立案管理。
- 兒童、青少年、婦女福利服務中心、新住民家庭服務中心及社會福利服務中心所辦理之各項福利及活動。
- 已登記立案之名冊： 兒少福利機構、財團法人基金會、托嬰中心。

#### 勞工科
- 勞動條件
  - 勞動法令諮詢窗口
  - 勞動基準法及性別工作法等勞動法令釋辦
  - 勞動條件報核作業
  - 勞動檢查作業

- 勞資爭議調處
  - 勞資爭議協調
  - 勞資爭議調解
  - 勞資爭議仲裁

- 勞資關係
  - 勞資會議
  - 工作規則
  - 團體協約
  - 大量解僱
  - 歇業認定
  - 資遣通報

- 勞工退休準備金
  - 勞工退休準備金專戶資料異動管理
  - 勞工退休準備金按月核撥查核管理
  - 勞工退休準備金足額核撥查核管理
  - 勞工退休準備金核付查核作業

- 工會業務
  - 工會籌組設立輔導
  - 工會會務輔導
  - 勞工教育業務
  - 工會財務稽查作業
  - 模範勞工表揚
  - 勞工運動會

- 就業服務
  - 就業服務促進業務
  - 失業者職業訓練
  - 職業訓練機構設立及管理
  - 私立就業服務機構設立及管理
  - 就業歧視防制
  - 不實徵才廣告查察及求職防騙宣導

- 外勞管理
  - 外籍勞工權益諮詢窗口
  - 生活照顧服務計畫書、人力仲介公司及申訴案件等相關訪視查察作業
  - 入國通報、接續通報、終止驗證等作業
  - 雇主申請雇主聘僱外國人許可及管理辦法第1 6條第1項第5款規定證明書審核作業
  - 開立已繳納罰鍰證明書等業務
  - 臨時安置業務

- 身心障礙就業服務
  - 職業重建服務窗口
  - 支持性就業服務
  - 庇護性就業服務
  - 職業輔導評量服務
  - 職務再設計服務
  - 職業訓練業務
  - 定額僱用業務
  - 創業貸款利息補貼業務
  - 視覺障礙者就業服務業務
  - 身心障礙者就業基金專戶管理業務

- 職災勞工主動服務計畫
  - 職業災害法令諮詢服務
  - 福利資源連結服務

- 職業安全衛生
  - 職業安全衛生教育訓練班輔導開班及查核管理
  - 職業安全衛生人員資格認定
  - 勞工體格及健康檢查醫療機構輔導申請業務
  - 職業安全衛生協處業務

#### 社會工作科
- 社會工作員人事管理 。
- 社工師執業執照核發與管理。
- 社工員推薦表揚事項。
- 社工員職前及在職訓練。
- 社工日各項活動之規劃與執行。
- 社工員人身安全業務之推行。

### 附屬機關
- 勞工育樂中心
- 銀髮人才資源中心
- 長青綜合服務中心
- 社會福利服務中心
- 新住民家庭服務中心
- 青少年福利服務中心
- 婦女福利服務中心
- 兒童福利服務中心
- 身心障礙綜合園區再耕園
- 身心障礙福利服務中心

## 外部連結
- 嘉義市政府社會處（页面存档备份，存于）（中文）（英文）